# باول سميث (فنان)
باول سميث (بالإنجليزية: Paul Smith)‏ هو فنان أمريكي، ولد في 21 سبتمبر 1921 في فيلادلفيا في الولايات المتحدة، وتوفي في 25 يونيو 2007 في روزبيرغ في الولايات المتحدة.